# Адрик
Адрик (англ. Adric) — персонаж британского научно-фантастического сериала «Доктор Кто», сыгранный Мэтью Уотерхаусом. Он юный представитель алзариан, жителей планеты Алзариус, которая находится во вселенной E-пространства. Будучи спутником четвёртого и пятого воплощений Доктора Адрик стал одним из постоянных персонажей с 1980 по 1982 годы, в общей сложности появившись в 11 сериях (40 эпизодах). Имя «Адрик» представляет собой анаграмму фамилии лауреата Нобелевской премии по физике Поля Дирака. Мэтью Уотерхаус, снявшийся в роли персонажа, на данный момент является самым молодым актёром-мужчиной, который в «Докторе Кто» сыграл роль спутника.

## Биография
Впервые Адрика можно заметить в серии с Четвёртым Доктором «Полный круг». По сюжету он является одним из величайших умов своей родной планеты, Алзариуса, и имеет значок отличия за успехи в математических вычислениях. Тем не менее, у него есть брат Варош, один из отшельников, который не принимает его всерьёз, и, чтобы доказать Варошу свою смелость, Адрик пытается украсть речные фрукты, но на него нападает чудовище-«болотник», живущее в реке. Спасаясь от него, юный математик находит убежище в ТАРДИС, где залечивают ногу, повреждённую «болотником». Команда ТАРДИС не подозревает, что Адрик укрылся в машине времени, до того, как стало слишком поздно — они уже покинули Алзариус. С этих пор юный алзарианин является спутником Доктора.
Адрик очень сильно развит умственно. Вместе с его юношеской незрелостью это способствовало тому, что юноша стал одним из самых нелюбимых спутников Доктора среди поклонников сериала, посчитавших его чрезмерно жёстким и местами склонным к высокомерию. Тем не менее Адрик постоянно ищет одобрения Доктора и очень расстраивается, если ничем не может помочь. Кроме того, будучи алзарианином, он теоретически способен адаптироваться к любой окружающей среде, хотя, кроме быстрого исцеления, особых возможностей продемонстрировано не было.
Адрик присутствует при регенерации Четвёртого Доктора в Пятого и продолжает путешествие с новым воплощением Повелителя времени, а также с другими спутниками, Тиган и Ниссой. Во время событий серии «Землетрясение» он пытается спасти грузовое судно, находящееся под контролем киберлюдей и погибает во взрыве. Его последними словами было: «Жаль, что я так и не узнаю, был ли я прав». Взорвавшееся судно стало тем самым метеором, которое уничтожило динозавров.
Команда ТАРДИС глубоко переживала потерю Адрика. В серии «Временной полёт» Тиган пыталась уговорить Доктора вернуться во времени и спасти его, но Повелитель времени не желал нарушать собственную временную линию, даже учитывая то, что он и сам это хотел. Образ Адрика используют зерафины в той же серии, чтобы заставить Ниссу и Тиган оставить Доктора, но те быстро распознают обман, когда видят на юноше значок за успехи в математических вычислениях (уничтоженный Доктором в «Землетрясении»). Также галлюцинацию в виде Адрика видит Доктор в пещерах Андрозани, прежде чем регенерировать в своё шестое воплощение. В серии «Воскрешение далеков» на экране монитора можно увидеть всех известных на то время спутников (кроме Лилы), в том числе и Адрика.
В дальнейшем Адрик появился в нескольких литературных произведениях по вселенной «Доктора Кто», в частности, в романе Лэнса Паркина «Холодный ядерный синтез» (англ. Cold Fusion) из цикла Virgin Missing Adventures. Также появлялись галлюцинации в виде Адрика (роман Timewyrm: Revelation Пола Корнелла, из цикла Virgin New Adventures) и его призрак («Империя смерти» Дэвида Бишопа, из цикла Past Doctor Adventures).
В аудиопостановке «Мальчик, забытый временем» (англ. The Boy That Time Forgot), в которой его сыграл Эндрю Сакс, выясняется, что Адрик не совсем погиб, так как в момент «сеанса» Доктор отправил ему некое уравнение, из-за которого юный спутник оказался в карманном измерении — джунглях, населённых гигантскими скорпионами и насекомыми. В этом месте, он прожил несколько веков, пока не воссоединился с Доктором и Ниссой,  преследующими некого Томаса Брюстера, угнавшего ТАРДИС («По следам Томаса Брюстера»). Повелитель времени считает, что его бывший спутник лишь старик с душой подростка, но обезумевший от отчаяния и долгой изоляции Адрик игнорирует этот факт, пытаясь сделать Ниссу своей невестой. Доктор признаёт, что позволил юноше умереть, но только затем, чтобы тот простил его и, пожертвовав собой, помог своим друзьям найти ТАРДИС и покинуть это измерение.
В серии комиксов Тони Ли Doctor Who: The Forgotten издательства IDW Publishing в матрице ТАРДИС обнаруживается отпечаток личности Адрика. Он спасает жизнь Десятому Доктору, исчезая окончательно. Тем не менее, на этот раз он осознаёт тот факт, что жертвует жизнью — перед тем, как исчезнуть, юноша говорит: «Моя смерть не бессмысленна».

## Появление в «Докторе Кто»

### Телевидение
18 сезон
- Полный круг
- Состояние упадка
- Врата воинов
- Хранитель Тракена
- Логополис

19 сезон
- Кастровальва
- Четверо в Судный день
- Кинда
- Кара
- Чёрная орхидея
- Землетрясение
- Временной полёт (образ в эпизоде 2)

21 сезон
- Пещеры Андрозани (образ в эпизоде 4)

### Печатные издания

#### Романы
| Название/Оригинал                          | Автор       | Цикл                      | Впервые опубликован | Доктор        |
| ------------------------------------------ | ----------- | ------------------------- | ------------------- | ------------- |
| Холодный ядерный синтез / Cold Fusion      | Лэнс Паркин | Virgin Missing Adventures | 1996                | Пятый Седьмой |
| Раздвоение преданности / Divided Loyalties | Гэри Рассел | Past Doctor Adventures    | 1999                | Пятый         |

#### Рассказы
| Название/Оригинал                                 | Автор             | Цикл                                    |
| ------------------------------------------------- | ----------------- | --------------------------------------- |
| История одного мальчика / A Boy’s Tale            | Гэри Рассел       | Short Trips: Companions                 |
| Сердца из камня / Hearts of Stone                 | Стив Лайонс       | Short Trips: Companions                 |
| Баллонные дебаты / Ballon Debate                  | Саймон Э. Форвард | Short Trips: Companions                 |
| Бессмертные / The Immortals                       | Саймон Гуэр       | Short Trips: Past Tense                 |
| Мориц / Mauritz                                   | Джонатан Моррис   | Short Trips: A Universe of Terrors      |
| О, тьма / O, Darkness                             | Джон Биннс        | Short Trips: Steel Skies                |
| Рождество в ТАРДИС / In the TARDIS: Christmas Day | Вэл Дуглас        | Short Trips: A Christmas Treasury       |
| Перворождённый / First Born                       | Лиззи Хопли       | Short Trips: The Centenarian            |
| Планета эльфов / Planet of the Elves              | Джон Биннс        | Short Trips: Christmas Around the World |
| Коренное население / Indigenous Species           | Стив Хэтчер       | Shelf Life                              |

#### Комиксы
| Название/Оригинал                              | Автор                   | Опубликован                 | Комментарий                                               |
| ---------------------------------------------- | ----------------------- | --------------------------- | --------------------------------------------------------- |
| Мир заражённый / Plague World                  | Мэл Пауэлл              | Doctor Who Annual 1982      |                                                           |
| На планете Изоптерус / On The Planet Isopterus | Гленн Рикс              | Doctor Who Annual 1983      |                                                           |
| Планета мёртвых / Planet of the Dead           | Ли Салливан Джон Фримен | Doctor Who Magazine 141—142 | технически в сюжете фигурирует самозванец, а не сам Адрик |

### Аудиопостановки
- Мальчик, забытый временем / The Boy That Time Forgot (в исполнении Эндрю Сакса)
- Темнеющее око / The Darkening Eye (также фигурирует Нисса)
- Вторжение в Е-пространство / The Invasion of E-Space (Также фигурирует второе воплощение Романы)
- Психодром / Psychodrome (входит в сборник Fifth Doctor Box Set)[2]
- Итерация Я / Iterations of I (входит в сборник Fifth Doctor Box Set)